# Wellpappenanlage

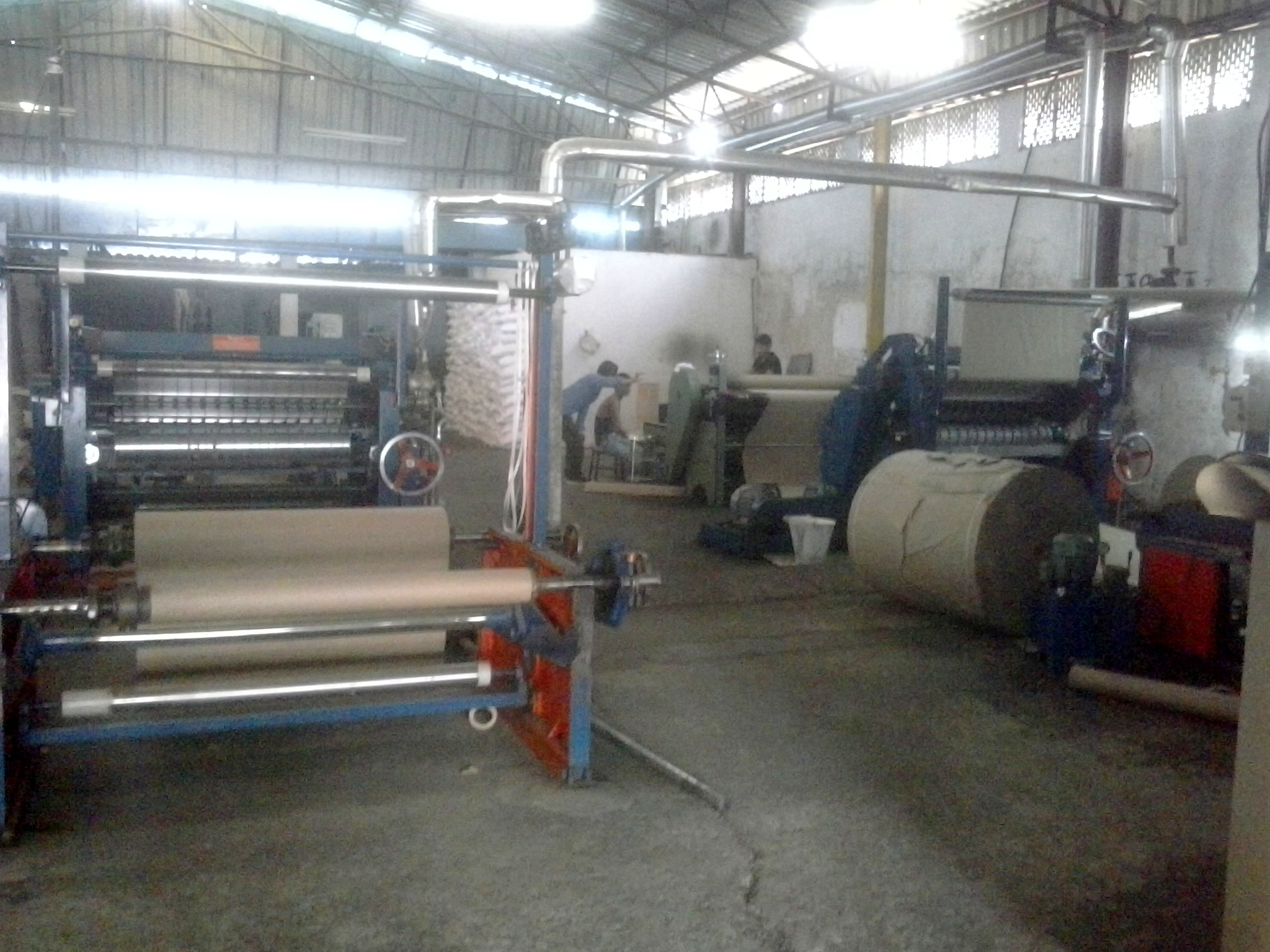
Kleine Wellpappenanlage in Indien

Eine Wellpappenanlage besteht aus einzelnen Maschinen, die aus Papierrollen einzelne Bogen Wellpappe herstellen. Eine grobe Unterteilung der ca. 120 m langen Anlage erfolgt in Nass- und Trockenende. Die Breite beträgt bis zu 5 m, wobei diese sich an der Arbeitsbreite, also der Breite der zu verarbeitenden Papierrollen, orientiert.

## Nassende

### Abroller
Auf dem Abroller werden die Papierrollen zwischen zwei mit Abrolldornen bestückten Armen aufgenommen. Automatische Versionen können die Hülse mit Hilfe von Lasersensoren automatisch erfassen und aufnehmen. Die Ausführung der Abroller ist immer so, dass zwei Rollen aufgenommen werden können. Dadurch kann bei Ende der ersten Rolle die zweite gespleißt werden, um kontinuierlich weiterzuproduzieren.

### Splicer
Der Splicer befindet sich über den Abrollern und ist notwendig, um die Anlage kontinuierlich am Laufen zu halten. Wenn eine Papierrolle verbraucht ist, wird im Splicer das Ende der Rolle mit dem Anfang der neuen Rolle zusammengespleißt. Hierzu wird ein besonders starkes doppelseitiges Klebeband verwendet.
Für den Spleißvorgang wird die Papierbahn von einem Bremsbalken im Spleißkopf abgebremst und fixiert. Anschließend wird das mit dem Klebeband vorbereitete Stück der neuen Rolle daraufgeklebt. In diesem Augenblick muss die Papierbahn stillstehen. Um diesen Stillstand auszugleichen, befindet sich im Splicer ein Rollensystem, auch Speicher- oder Tänzerwagen genannt, in dem Papier gespeichert wird, welches im Spleißvorgang verbraucht wird.
Während bei älteren Modellen die Produktionsgeschwindigkeit für den Spleißvorgang oft reduziert werden musste, kann dieser Vorgang bei modernen Splicern bei nahezu jeder Geschwindigkeit durchgeführt werden.

### Einseitige Maschine
Die Einseitige Maschine (engl. Single Facer) ist das Herzstück der Anlage. Dort werden zwei Papierbahnen verarbeitet. Die eine wird zwischen zwei dampfbeheizten Riffelwalzen in die für Wellpappe typische Form gewellt. Anschließend werden die Wellenspitzen am integrierten Leimwerk mit Klebstoff bestrichen und unter der Presswalze mit einer glatten Deckenbahn verklebt. Die so entstandene einseitige Pappenbahn wird über Gurte im Hochtransport auf die Brücke befördert.

### Dreifach-Vorheizer
Der Vorheizer besteht aus aufeinander stehenden beheizbaren Trommeln oder Heizplatten. Hier werden die einseitigen Bahnen und die letzte Kaschierbahn noch einmal aufgewärmt, bevor sie verklebt werden. Dieses Aufwärmen ist für den Verklebeprozess aus verfahrenstechnischer Sicht wichtig. Um die Wärmeaufnahme der Bahnen auf dem Zylinder zu verändern, kann die Auflagefläche mit Hilfe von Umschlingungsarmen angepasst werden. Mit der Änderung der Wärmeaufnahme kann gleichzeitig Einfluss auf die Planlage der produzierten Wellpappenformate genommen werden.

### Kaschierleimwerk
Das Leimwerk besteht aus einzelnen Modulen – eines für jede einseitige Bahn – und benetzt die Wellenspitzen für den anschließenden Verklebevorgang mit Klebstoff. Dazu wird eine sich drehende Leimauftragswalze in den Klebstoff eingetaucht. Für den Leimauftrag wird die Auftragswalze mit der vorbeilaufenden einseitigen Bahn kurz in Kontakt gebracht. Der aufgenommene ungleichmäßige Klebstofffilm wird durch eine Abquetschwalze oder eine rotierende Rakel geglättet.

### Zug- und Heizpartie
Die Zug- und Heizpartie ist einer der auffälligsten – weil längsten – Teile der Anlage.
Sie besteht aus zwei Bereichen, der Heizpartie und der Zugpartie.
Im Einlauf der Heizpartie werden die einzelnen einseitigen Bahnen und die Kaschierbahn zusammengeführt, um dort miteinander verklebt zu werden. Hierzu werden die einzelnen Bahnen über dampfbeheizte Heizplatten gezogen und gleichzeitig von oben durch Walzen, Metallschuhe oder andere Systeme angedrückt. Dadurch kann die Hitze in das Material eindringen und den Klebstoff trocknen sowie Feuchtigkeit ausdampfen, was der Pappe zusätzliche Festigkeit verleiht.
Gelegentlich wird Zug- und Heizpartie auch zum Trockenende gezählt, weil hier der Übergang von feuchter zu trockener Pappe erfolgt.
Die nachfolgende Zugpartie dient lediglich der Beförderung der Pappe. Zusätzlich zum oberen Gurt kommt ein unterer hinzu. Zwischen diesen zwei Gurten eingeklemmt wird die Bahn von der Brücke gezogen und in die weiteren Maschinen des Trockenendes geschoben.

## Trockenende

### Kurzquerschneider
Der Kurzquerschneider kann die Bahn quer zur Laufrichtung durchschneiden und erfüllt damit zwei Aufgaben. Zum einen schneidet er nicht brauchbare Stellen aus der laufenden Bahn heraus. Außerdem kann durch ein Trennen der Bahn und gleichzeitiges Beschleunigung des führenden Bahnteiles eine Lücke erzeugt werden, die für die Werkzeugverstellung im nachfolgenden Schneid- und Rillautomaten benötigt wird. Der Schnitt erfolgt über zwei spiralförmig auf Messerbalken aufgeschraubte Messer.

### Schneid- und Rillautomat
Der Schneid- und Rillautomat besteht aus einzelnen Schneid- und Rillmodulen. Die Anzahl der Module passt sich den Anforderungen der gewünschten Aufträge an, da jedes Modul nur eine gewisse Anzahl an Werkzeugen haben kann. Im Schneidmodul wird die Papierbahn durch rotierende Kreismesser in Längsrichtung in einzelne Bahnen, sogenannte Nutzen, unterteilt. Die Werkzeuge im Rillmodul arbeiten ähnlich, jedoch wird dort die Pappe nur gequetscht, um eine Faltkante zu erhalten, wenn die Wellpappe zu Faltschachteln verarbeitet werden soll.

### Querschneider
Wie der Kurzquerschneider hat auch der Querschneider Messerbalken, auf denen spiralförmig Messer angeschraubt sind. Ziel ist es, die Nutzen quer zu durchtrennen, um die Bahnen in einzelne Bogen mit definierter Länge zu schneiden.

### Ablage
Die letzte Maschine in der WPA ist die Ablage, auf der die einzelnen Bogen in Stapeln gesammelt werden. Diese verlassen dann seitlich über Transportbänder die Ablage und sind bereit für die Weiterverarbeitung (Drucken, Stanzen, Falten, Kleben) zum fertigen Karton.

## Dampf- und Kondensatsystem
Neben den Grundstoffen Papier und Klebstoff ist Wasserdampf ein wichtiger Bestandteil in der Wellpappenproduktion. Mit ihm werden die Heizplatten in der Heizpartie, die Vorheizertrommeln bzw. -platten sowie die Riffel- und Presswalzen in der Einseitigen Maschine beheizt. Die Temperatur des Kondensats beträgt in der Regel ca. 170 – 200 °C. Die Papiertemperatur bewegt sich – je nach Ausführung der Anlage und Art der Wellpappe – zwischen 80 und 110 °C. Auch der Druck des Wasserdampfes spielt eine wichtige Rolle, er liegt bei modernen Anlagen bei
15 bar und höher.

## Trivia
- Den Produktionsweltrekord hält seit 1. April 2021 eine Anlage in Ebersdorf bei Coburg mit einem Durchschnitt von 407 m/min und ca. 194600 m hergestellter Länge in 8 Stunden. Eine WPA in Amposta, Spanien, die laut Firmenangabe einen Durchschnitt von über 370 m/min über acht Stunden erzielte, erbrachte auch eine beachtliche Leistung.
- Den Rekord der höchsten je erzielten produzierten Quadratmeter hält laut Firmenangaben der Progroup AG eine Anlage im britischen Ellesmere Port mit 572.064 Quadratmetern in 8 Stunden.
- Den Rekord der höchsten je erzielten Produktionsgeschwindigkeit hält laut Firmenangaben eine Anlage in Ebersdorf mit über 450 m/min.
- Den Rekord für die größte Produktionsbreite (3350 mm) teilen sich zwei Anlagen, die eine steht in Wörth am Rhein, die andere bei der Progroup AG in Offenbach an der Queich.
- Die deutsche BHS Corrugated ist derzeit der einzige Maschinenlieferant, der Anlagen in Arbeitsbreiten von 3300 mm oder 3350 mm herstellen kann.

## Fabrikanten
Da mit einer modernen WPA eine relativ große Verbraucherzahl erreicht werden kann (ca. 100 km um den Produktionsstandort), haben sich weltweit nur wenig Firmen in Entwicklung und Verkauf von Wellpappanlagen etabliert. Hier eine Auswahl der bedeutendsten:
- BHS Corrugated (Deutschland)
- Quantum Corrugated (ehemals Agnati und übernommen durch Fosber) (Italien)
- Marquip (jetzt MarquipWardUnited, USA)
- Fosber (Italien/USA)
- Mitsubishi Heavy Industries (Japan)
- Isowa (Japan)